# Analitzador vectorial de senyals
L'analitzador vectorial de senyals (VSA) és un instrument de mesura de senyals electrònics usualment de radiofreqüència, que reemplaça l'analitzador d'espectre (SA) com a instrument de mesura per a dissenyadors que treballen en aquests sistemes. Ideal per a les mesures de senyals ràpids d'ampla banda o espectre estès. El VSA és un instrument poderós que pot realitzar moltes de les tasques de mesura i caracterització que realitza el SA, però a més pot fer moltes més funcions digitals útils de demodulació. El SA i el VSA operen en maneres diferents. Aquestes diferències operacionals poden tenir com a resultat errors en el mesurament si aquestes diferències no es consideren apropiadament en mesurar. Usant un instrument vectorial amb una amplada de banda real igual o més ample que l'amplada de banda del transmissor ens assegura una captura de tots els senyals d'interès del dispositiu sota anàlisi. Instruments vectorials són més cars que els instruments escalars però els vectorials proveeixen mesura més ràpida a més d'anàlisi i generació de senyals més complexos. Un instrument vectorial escombra a través de l'espectre més ràpid que un escalar. Amb l'arquitectura vectorial es poden generar senyals més complexos com ones modulades usades en la majoria dels sistemes de comunicació. Instruments vectorials capturen fase, amplitud i freqüència on instruments tradicionals típicament no poden. Es pot utilitzar aquesta capacitat per capturar i mostrar simultàniament informació de freqüència i temps necessària per a l'anàlisi de freqüència - temps i mostrar espectrogrames en 3D. També amb instruments vectorials es pot utilitzar la informació de la fase amb la informació de la freqüència en anàlisi en modulació I/Q per mostrar una més detallada vista del senyal sota anàlisi. Aquests beneficis fan l'instrument vectorial més poderós i flexible que els instruments tradicionals d'anàlisi d'estreta banda d'espectre.